# Olympische Sommerspiele 1992/Teilnehmer (Namibia)
| Gelbes Symbol für Goldmedaillen mit stilisierten Olympischen Ringen | Graues Symbol für Silbermedaillen mit stilisierten Olympischen Ringen | Braundes Symbol für Bronzemedaillen mit stilisierten Olympischen Ringen |
| ------------------------------------------------------------------- | --------------------------------------------------------------------- | ----------------------------------------------------------------------- |
| —                                                                   | 2                                                                     | —                                                                       |

Namibia nahm bei den Olympischen Sommerspielen 1992 zum ersten Mal an Olympischen Spielen teil.

## Medaillen

### Silber
- Frank Fredericks – Leichtathletik, 100 Meter
- Frank Fredericks – Leichtathletik, 200 Meter

## Ergebnisse nach Sportart

### Boxen
Weltergewicht (bis 67 kg)
- Harry Simon
  1. Erste Runde – verloren gegen Aníbal Acevedo (Puerto Rico), nach Punkten (11:13)

### Leichtathletik
100 Meter
- Frank Fredericks

Vorlauf – 10,29 s
Viertelfinale – 10,13 s
Halbfinale – 10,17 s
Finale – 10,02 s 
200 Meter
- Frank Fredericks

Vorlauf – 20,74 s
Viertelfinale – 20,02 s
Halbfinale – 20,14 s
Finale – 20,13 s 
Marathon
- Tuihaleni Kayele – 2:31:41 h (→ 69. Platz)
- Luketz Swartbooi – Lauf nicht beendet

### Schwimmen
100 m Rücken
- Jörg Lindemeier
  1. Heat – 1:06,34 min (→ nicht weitergekommen, 43. Platz)

200 m Rücken
- Jörg Lindemeier
  1. Heat – 2:24,88 min (→ nicht weitergekommen, 40. Platz)

50 m Freistil
- Monica Dahl
  1. Heat – 27,45 s (→ nicht weitergekommen, 37. Platz)

100 m Freistil
- Monica Dahl
  1. Heat – 59,05 s (→ nicht weitergekommen, 35. Platz)

100 m Schmetterling
- Monica Dahl
  1. Heat – 1:06,58 min (→ nicht weitergekommen, 46. Platz)